# 黑猫警长
《黑貓警長》是中國大陆的系列漫画，由诸志祥创作，戴铁郎、范马迪、熊南清执导的5集动画片。后被上海美术电影制片厂改编为同名动画。之后曾经出版续集漫画，剧情与风格均延续原著，但未改编为动画。

## 故事大意
黑猫警长的故事基本上是发生在一片森林里。森林公安局的黑猫警长带着它的部属白猫班长、白鸽侦探及众多警员侦破案件，维护森林的和平。黑猫警长、白猫班长、白鸽侦探、一只耳（老鼠）等是本动画的主要角色。

## 1984年电影动画
1984年上海美术电影制片厂出品的动画连续电影，是黑猫警长动画的最初版本，总导演戴铁郎。电影中黑猫警长动画形象也是由戴铁郎设计的。电影分为五集，每集约二十分钟。最初该片总导演只准备了5集的剧本，而拍到第二集的时候有权威专家给创作组写信指不要再拍下去，所以最终该版本电影只有5集。
此电影版塑造的角色深受当时中国大陆地区的儿童观众喜爱。

### 分集简介
- 第一集《痛歼搬仓鼠》：一群老鼠在深夜时袭击粮仓，黑猫警长在接到报警后带队员前去围捕。他们找到老鼠的巢穴。老鼠们负隅顽抗，但败于黑猫警长的现代化武器之下。其中一只老鼠被打掉一只耳朵后逃走了。
- 第二集《空中擒敌》：在一个雷雨交加的晚上，巨大的怪影袭击了森林居民，许多小动物被掠走。黑猫警长派白鸽侦探前往侦察，白鸽在侦察怪影巢穴时不幸被击伤。黑猫警长带队营救，与怪影展开激战。怪影在直升机追击下现出了原形，原来是一只凶残的食猴鹰。
- 第三集《吃红土的小偷》：大象、河马、野猪偷吃红土做成的围墙，破坏了小动物们的家，黑猫警长迅速破案。大象因拒捕而被麻醉枪击中，最后它们承认自己的错误并愿意接受处罚。
- 第四集《吃丈夫的螳螂》：螳螂姑娘和螳螂青年在一次与蝗虫的战斗中相识并一见钟情。小动物们为它们举行了盛大的婚礼。第二天早晨，大家发现新郎被新娘吃掉了。黑猫警长到达现场，螳螂姑娘把丈夫的遗书交给它。经电脑档案显示，原来这是螳螂的生活习性，为了繁殖下一代，公螳螂必须作出牺牲。黑猫警长宣告新娘无罪。
- 第五集《会吃猫的娘舅》：潜逃的一只耳老鼠到非洲去找舅舅“吃猫鼠”。吃猫鼠和它的兄弟们跟着一只耳去找黑猫警长。它们先用毒气杀了白猫班长，又写恐吓信给黑猫警长。黑猫警长掌握了“吃猫鼠”的特性，戴上防毒面具前去将吃猫鼠等一网打尽。[3]

### 主题曲
此电影版的主题曲《啊哈，黑猫警长》词曲作者蔡璐，影片中的主唱是沈小岑。

### 曾获奖项
此电影版1988年获原中华人民共和国广播电影电视部1986—1987年优秀影片奖，其中第一集曾于1985年获首届中国儿童少年电影童牛奖优秀影片奖、第四集获首届中国儿童少年电影油娃奖优秀影片奖。

## 1993年电视动画
1992年中央电视台动画部得到原作作者诸志祥授权以拍摄续集动画连续剧，导演为凡卉。该片分12集，每集6到8分钟不等。该片于1993年11月制作完成，1993年12月25日在中央电视台的《红黄蓝》节目中首播，1994年1月29日播毕。
由于1987年原作作者诸志祥与上海美术电影制片厂及戴铁郎就黑猫警长的版权问题发起过诉讼，因此此作未获得美影厂和戴铁郎对动画人物造型，以及部分动画人物（如“一只耳”）的授权。此作与之前的作品人设风格差异巨大，第二部与第一部的黑猫警长造型不同。第二部警长脸部全黑，身穿红色警服。他的手下们也由第一部的白色制服改成黄色制服。

### 剧集目录
- 第一集《谁毒害了大黄狗》
- 第二集《夜半呼救声》
- 第三集《警长遭窃》
- 第四集《紧急抢救》
- 第五集《抓不住的凶手》
- 第六集《假戏真做》
- 第七集《惨案发生以后》
- 第八集《森林饭店的灾难》
- 第九集《失踪的纽扣》
- 第十集《紧急行动》
- 第十一集《可怕的伐木声》
- 第十二集《外星人抢劫案》

## 2010年动画电影
经数字技术修复的动画电影于2010年4月23日公映，总导演仍为戴铁郎。新电影版实际上是在原5集电影基础上进行剪接，针对时代发展重新编写对白配音，并加入反恐等内容。电影主题曲由林妙可主唱。

### 配音
- 黑猫警长：吴磊
- 一只耳：李扬
- 非洲吃猫鼠：大山
- 食猴鹰：刘风
- 白鸽侦探：朱彦婷
- 红酷兔：林妙可
- 旁白：鞠萍[7]

## 2015年动画电影
《黑猫警长之翡翠之星》已经于2015年8月7日上映。

## 节目变迁
| 中国中央电视台 《红黄蓝》 週六 18:00-19:00 | 中国中央电视台 《红黄蓝》 週六 18:00-19:00    | 中国中央电视台 《红黄蓝》 週六 18:00-19:00 |
| ------------------------------------------ | --------------------------------------------- | ------------------------------------------ |
|                                            | 黑猫警长（第二部） （1993.12.25 - 1994.1.29） |                                            |
| —                                          | 哆哩哆嗦历险记 （1994.2.5 - 1994.2.12）       |                                            |

| 重温经典频道 动画剧场 週一至週日 18:00-19:00 | 重温经典频道 动画剧场 週一至週日 18:00-19:00 | 重温经典频道 动画剧场 週一至週日 18:00-19:00 |
| -------------------------------------------- | -------------------------------------------- | -------------------------------------------- |
|                                              | 黑猫警长 （2024.2.1 - 2024.2.2）             |                                              |
| —                                            | 葫芦小金刚 （2024.2.2 - 2024.2.4）           |                                              |